# U.S. Route 50 Alternate (Nevada)
La U.S. Route 50 Alt o Ruta Federal 50 Alt (abreviada US 50 Alt) es una autopista federal ubicada en el estado de Nevada. La autopista inicia en el Oeste desde la US 50  , US 95   en Silver Springs hacia el Este en la US 50     en Fallon. La autopista tiene una longitud de 52,4 km (32.558 mi).

## Mantenimiento
Al igual que las carreteras estatales, las carreteras interestatales, y el resto de rutas federales, la U.S. Route 50 Alt es administrada y mantenida por el Departamento de Transporte de Nevada por sus siglas en inglés Nevada DOT.

## Cruces
La U.S. Route 50 Alt es atravesada principalmente por la  US 95     en Fernley.